# Steven Hunter
Steven Deon Hunter (Chicago, 31 oktober 1981) is een Amerikaans voormalig basketballer.

## Carrière
Hunter speelde collegebasketbal van 1999 tot 2001 voor de DePaul Blue Demons. In 2001 stelde hij zich kandidaat voor de NBA draft waarin hij als 15e werd gekozen in de eerste ronde door de Orlando Magic. In zijn eerste seizoen voor de Magic speelde hij 53 wedstrijden waarvan 21 als starter. Voor de start van zijn tweede seizoen liep hij een blessure op waarna hij meer dan de helft van het seizoen 2002/03 miste. In de zomer van 2004 werd hij geruild naar de Cleveland Cavaliers samen met Drew Gooden en Anderson Varejão voor Tony Battie en twee draftpicks. Zijn contract werd in augustus 2004 ontbonden door de Cavaliers.
Hij tekende daarna als vrije speler bij de Phoenix Suns waar hij een seizoen speelde. In augustus 2005 tekende hij als vrije speler bij de Philadelphia 76ers waar hij twee seizoenen speelde. In september 2007 werd hij samen met Bobby Jones geruild naar de Denver Nuggets voor Reggie Evans en Ricky Sánchez. Hij speelde een seizoen voor de Nuggets en werd de zomer erop geruild voor een draftpick naar de Memphis Grizzlies.
Hij speelde in 2011 nog een laatste seizoen voor de Dinamo Sassari in de Italiaanse competitie.

## Statistieken

### Regulier seizoen
| Seizoen  | Team               | WG  | WS  | MPW  | 2P%  | 3P% | FW%  | RPW | APW | SPW | BPW | PPW |
| -------- | ------------------ | --- | --- | ---- | ---- | --- | ---- | --- | --- | --- | --- | --- |
| 2001/02  | Orlando Magic      | 53  | 21  | 9,7  | 45,6 | 0,0 | 58,5 | 1,8 | 0,1 | 0,1 | 0,8 | 3,6 |
| 2002/03  | Orlando Magic      | 33  | 5   | 13,5 | 54,4 | 0,0 | 40,9 | 2,8 | 0,2 | 0,3 | 1,1 | 3,9 |
| 2003/04  | Orlando Magic      | 59  | 23  | 13,4 | 52,9 | 0,0 | 33,3 | 2,9 | 0,2 | 0,1 | 1,2 | 3,2 |
| 2004/05  | Phoenix Suns       | 76  | 3   | 13,8 | 61,4 | 0,0 | 47,9 | 3,0 | 0,2 | 0,1 | 1,3 | 4,6 |
| 2005/06  | Philadelphia 76ers | 69  | 35  | 19,0 | 60,1 | 0,0 | 51,4 | 3,9 | 0,2 | 0,2 | 1,1 | 6,1 |
| 2006/07  | Philadelphia 76ers | 70  | 41  | 22,9 | 57,7 | 0,0 | 49,0 | 4,8 | 0,4 | 0,2 | 1,1 | 6,4 |
| 2007/08  | Denver Nuggets     | 19  | 2   | 6,3  | 53,6 | 0,0 | 45,0 | 1,5 | 0,0 | 0,0 | 0,3 | 2,1 |
| 2009/10  | Memphis Grizzlies  | 21  | 0   | 7,5  | 39,5 | 0,0 | 52,8 | 2,0 | 0,0 | 0,0 | 0,5 | 2,5 |
| Carrière | Carrière           | 400 | 130 | 15,0 | 56,0 | 0,0 | 48,5 | 3,2 | 0,2 | 0,1 | 1,1 | 4,5 |

### Play-offs
| Seizoen  | Team           | WG | WS | MPW  | 2P%  | 3P% | FW%  | RPW | APW | SPW | BPW | PPW |
| -------- | -------------- | -- | -- | ---- | ---- | --- | ---- | --- | --- | --- | --- | --- |
| 2002/03  | Orlando Magic  | 7  | 0  | 5,7  | 30,0 | 0,0 | 0,0  | 0,4 | 0,1 | 0,0 | 0,4 | 0,9 |
| 2004/05  | Phoenix Suns   | 15 | 0  | 14,2 | 55,8 | 0,0 | 60,0 | 2,5 | 0,2 | 0,1 | 1,2 | 4,0 |
| 2007/08  | Denver Nuggets | 2  | 0  | 2,5  | 0,0  | 0,0 | 0,0  | 1,0 | 0,0 | 0,0 | 0,0 | 0,0 |
| Carrière | Carrière       | 24 | 0  | 10,8 | 50,0 | 0,0 | 52,2 | 1,8 | 0,2 | 0,0 | 0,9 | 2,8 |